# Ponte mobile
Ponte mobile è una struttura di collegamento utilizzata per stabilire una continuità di comunicazione in maniera non stabile ma comandata e discontinua.

## Ponte levatoio

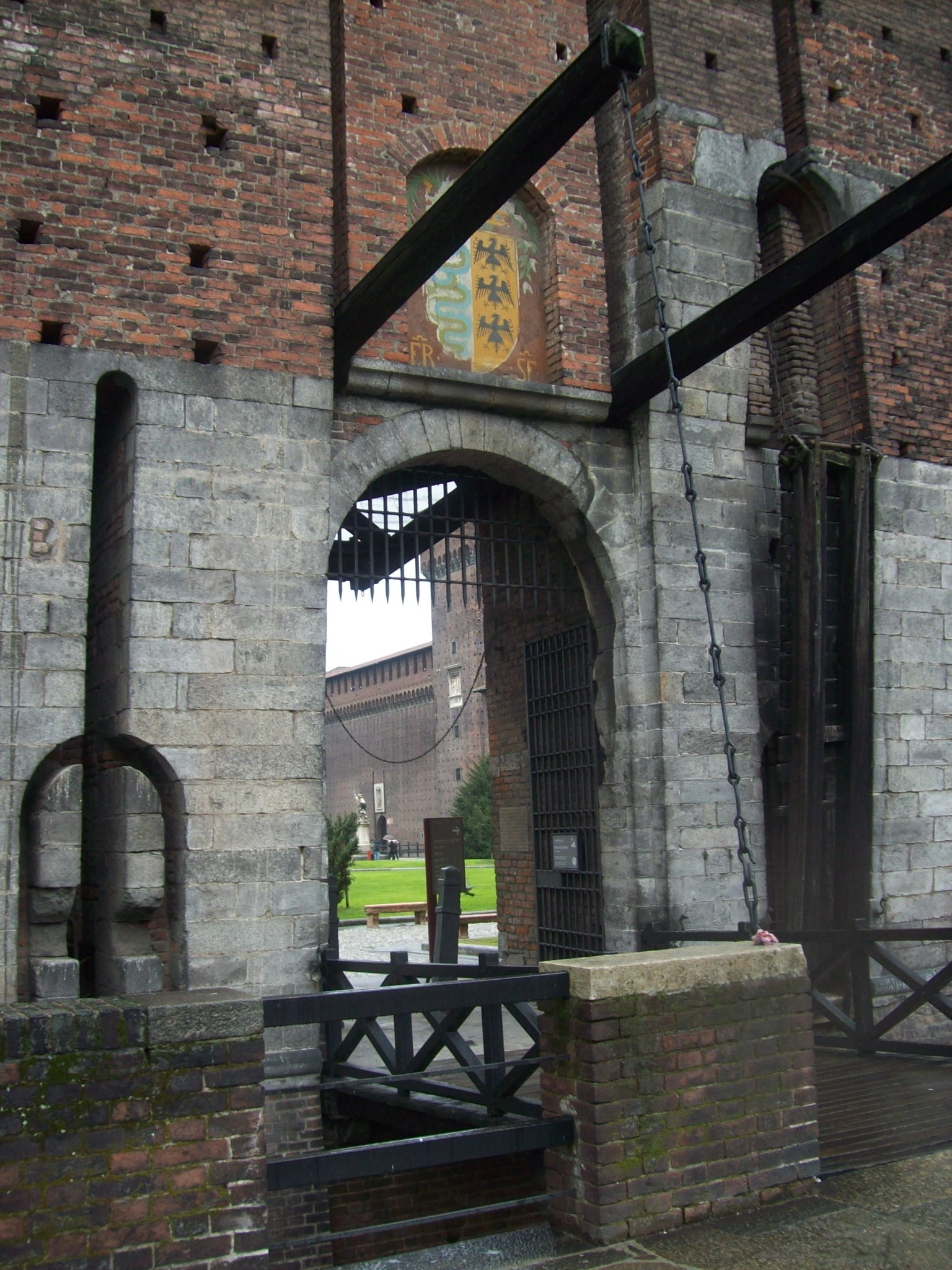
Ponte levatoio del Castello Sforzesco di Milano

Un esempio molto conosciuto di "ponte mobile" è il ponte levatoio. Molto utilizzato nell'antichità per proteggere i castelli dagli accessi indesiderati dei nemici era in genere costituito da un impalcato in legno, sostenuto da travi ed imperniato ad un'estremità soltanto. Veniva sollevato o abbassato mediante dei tiranti o catene azionati da argani a ruota lateralmente o per mezzo di un contrappeso. Quando era sollevato realizzava anche la funzione di chiusura dell'accesso.

## Ponti mobili moderni

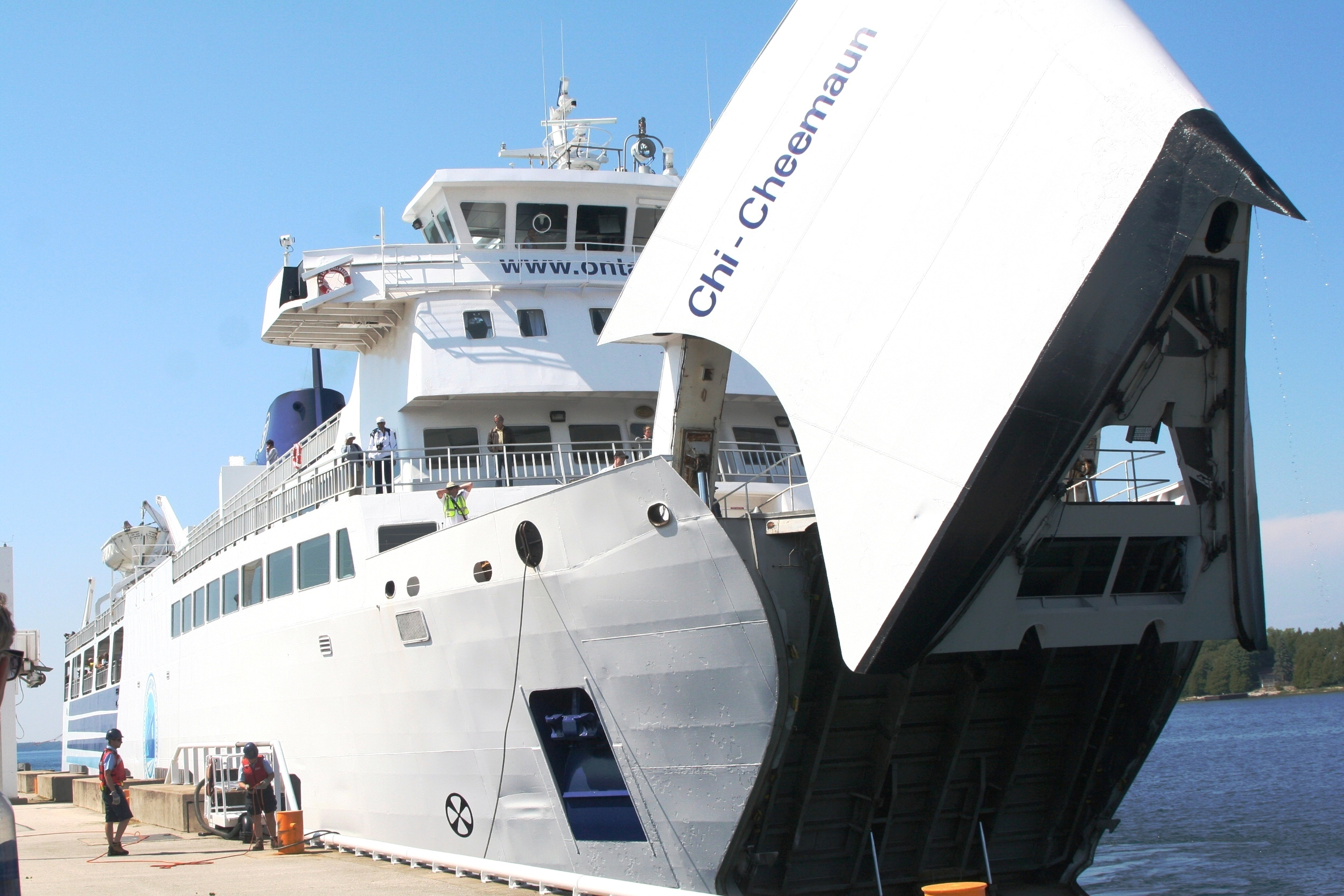
Ponte mobile a prua (sollevata) di un traghetto in servizio fra Tobermory e l'Isola Manitoulin nell'Ontario, Canada.

Al giorno d'oggi il ponte mobile viene utilizzato soprattutto per il collegamento provvisorio tra una nave e la banchina di un porto per consentire l'accesso o lo sbarco dei passeggeri o tra una nave traghetto e le terraferma allo scopo di consentire l'imbarco e lo sbarco dei veicoli mentre la nave è saldamente ancorata alla banchina del porto.
Le navi traghetto attrezzate per imbarco di automezzi sono dotate di "ponte mobile" incernierato a un'estremità e costituito da una struttura portante in lamiera scatolata e irrobustita che viene alzata e abbassata mediante meccanismi idraulici o di argani elettrici. La struttura del ponte costituisce parte integrante dello scafo.

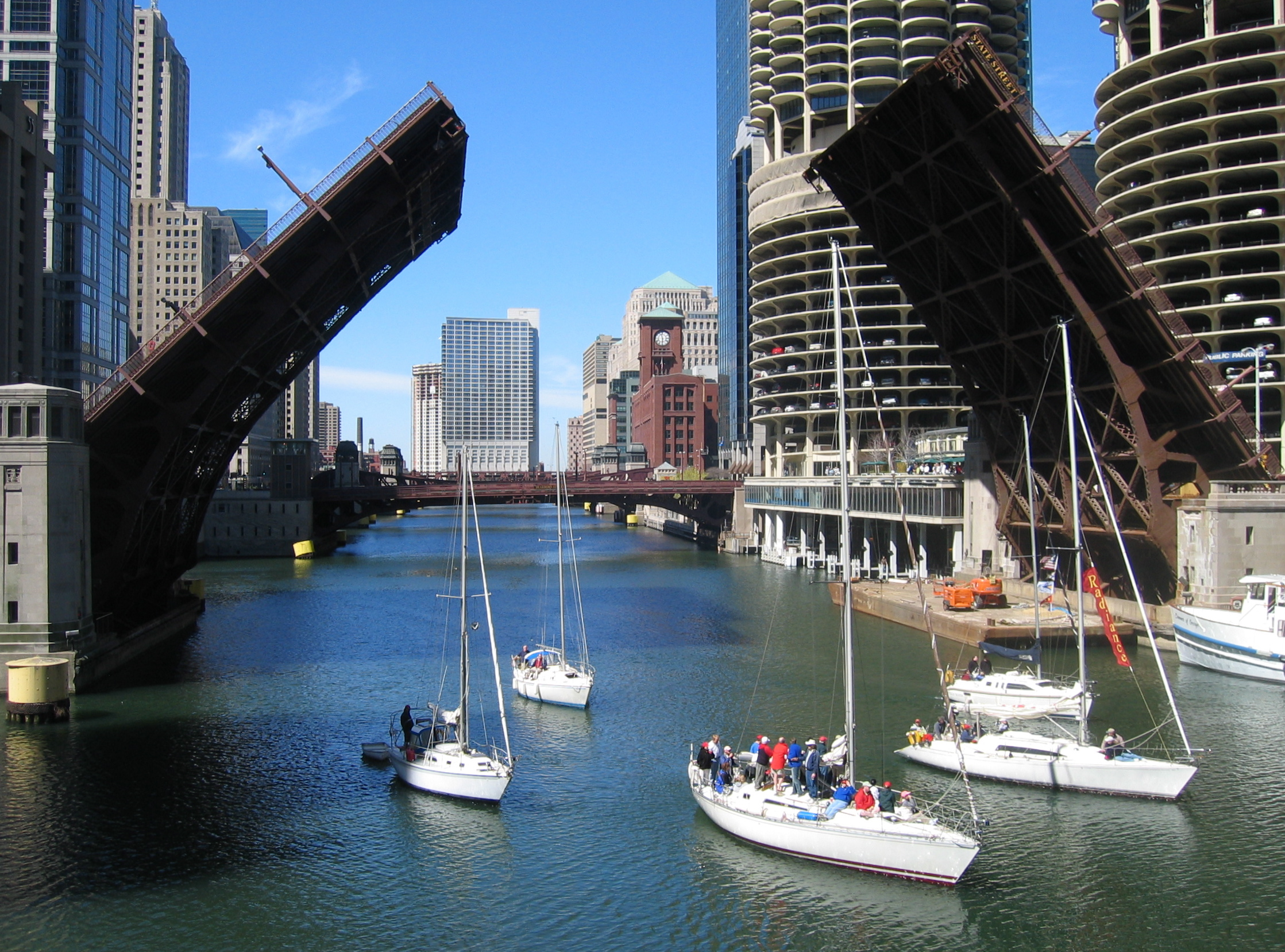
Il ponte mobile State Street Bridge nel Chicago Loop sollevato per permettere il passaggio di imbarcazioni

Ponti mobili collegano due rive di un corso d'acqua navigabile e sono "mobili" quando alle loro estremità sono incernierate le due metà del ponte, separabili, che vengono sollevate a richiesta per consentire il passaggio di imbarcazioni la cui altezza non lo consentirebbe. Vi sono ponti di questo tipo che sono interamente mobili e si sollevano in quanto incernierati su una sola riva, oppure poggiano su una struttura infissa nel corso d'acqua al suo centro e, al passaggio di imbarcazioni di altezza superiore a quella del ponte, vengono fatti ruotare intorno alla struttura portante centrale fissa, aprendo così due vie di passaggio ai natanti.

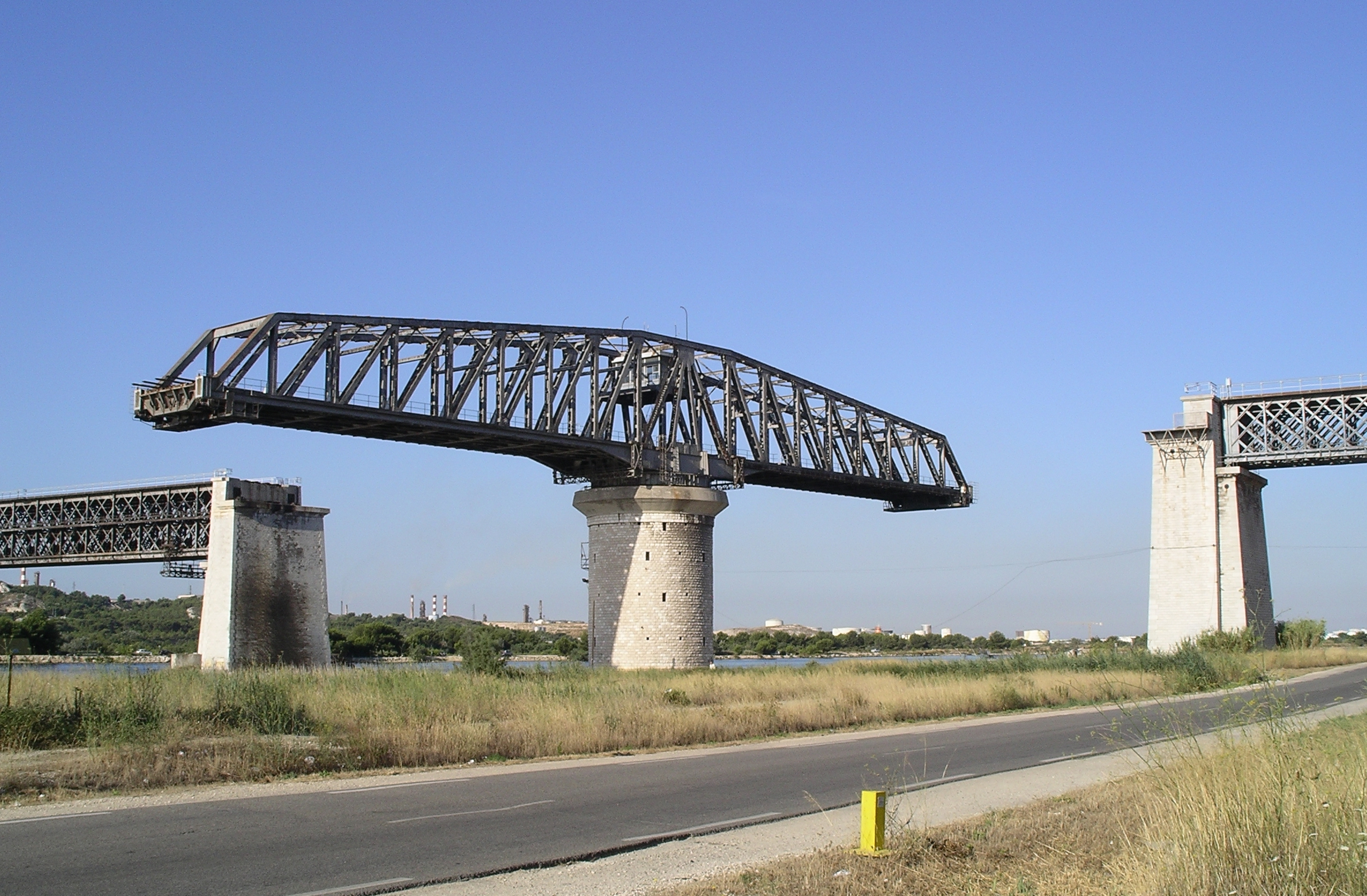
Ponte mobile ferroviario rotante a Martigues, Francia.

I ponti mobili ferroviari sono montati a terra, sostenuti da apposite incastellature con meccanismi di azionamento elettrici o idraulici che permettono loro di alzarsi e abbassarsi. Sono imperniati dal lato della banchina del porto e realizzano la continuità tra il binario di terra e quello di bordo della nave traghetto. La struttura di un ponte mobile ferroviario è notevolmente complessa in quanto è costituita da travi a traliccio che sostengono direttamente il binario e su di esse è fissata una passerella in legno. Dovendo realizzare la continuità tra i binari debbono avere la possibilità di movimenti ben calcolati e precisi per evitare il deragliamento dei rotabili in transito. Possono anche essere imperniati su una struttura portante centrale e fatti ruotare per consentire il passaggio a natanti o mezzi terrestri di altezza superiore a quella del ponte stesso.
Piccoli ponti mobili possono essere montati anche a bordo dei autocarri allo scopo di permettere un facile carico e scarico delle merci. Vengono montati anche sui grossi aerei ed elicotteri da trasporto.
Particolari ponti mobili semoventi vengono usati anche per scopi militari allo scopo di realizzare pronti collegamenti o sbarco di veicoli e persone nelle zone di operazione.

## Tipi di ponti mobili
- Ponte levatoio a doppio raggio

- Ponte levatoio (Drawbridge in inglese britannico) - incernierato su un'estremità
- Ponte basculante - un ponte levatoio incernierato su perni con contrappeso per facilitare il sollevamento; per strada o ferrovia
- Ponte mobile basculante: un ponte levatoio sollevato dal rotolamento di un ampio segmento di ingranaggi lungo una cremagliera orizzontale
- Ponte pieghevole - un ponte levatoio con più sezioni che collassano insieme in orizzontale
- Ponte "curling" - un ponte levatoio con divisioni trasversali tra più sezioni che si arricciano verticalmente
- The Fan Bridge: un ponte levatoio con divisioni longitudinali tra più sezioni di bascule che si innalzano a vari angoli di elevazione, formando una disposizione a ventaglio.
- Ponte a sollevamento verticale: il ponte è sollevato da cavi contrappesi montati su torri; strada o ferrovia
- Ponte da tavolo: un ponte a sollevamento con il meccanismo di sollevamento montato al di sotto di esso
- Ponte retrattile (ponte di spinta) - il ponte è retratto da un lato
- Ponte sommergibile - chiamato anche ponte d'anatra, il ponte viene abbassato nell'acqua
- Ponte inclinato: il ponte, che è curvo e imperniato su ciascuna estremità, viene sollevato ad angolo
- Ponte girevole - il ponte girevole ruota attorno a un punto fisso, generalmente al centro, ma può assomigliare a un cancello nel suo funzionamento; per strada o ferrovia
- Ponte trasportatore: una struttura in alto porta una struttura sospesa simile a un traghetto
- Manicotto d'imbarco - un ponte passeggeri verso un aereo. Un'estremità è mobile con regolazioni di altezza, imbardata e inclinazione sull'estremità esterna
- Ponte girevole di Guthrie
- Vlotbrug, un tipo di ponte di barche nei Paesi Bassi
- Linkspan
- Scalo del traghetto
- Le chiuse sono implicitamente anche ponti che consentono al traffico navale di fluire quando sono aperte e almeno il traffico pedonale in cima quando sono chiuse